# Slow Damage
Slow Damage (スロウ・ダメージ, Surō Damēji) là một bộ visual novel Yaoi Nhật Bản được phát triển và phát hành bởi NITRO CHiRAL. Bản phát hành truyền thông đầu tiên ra mắt tại Nhật Bản cho PC Windows ngày 25 tháng 2, 2021, tuy nhiên trước đó một số khách hàng đặt mua qua cửa hàng online chính thức của Nitroplus đã được nhận trò chơi vào ngày 17 tháng 2.
Phiên bản bản địa hoá Anh ngữ chính thức do JAST USA thực hiện được ra mắt ngày 14 tháng 11, 2022.

## Cốt truyện
Slow Damage lấy bối cảnh thủ đô Tokyo của đất nước Nhật Bản thế kỷ XXI, trong một quận giả tưởng mang tên Shinkoumi (新神海, Tân Thần Hải). Đất nước Nhật Bản lúc này suy tàn rõ rệt giữa một cuộc đại khủng hoảng lịch sử. Để cứu vãn tình hình kinh tế, chính phủ đã thiết lập Shinkoumi thành một đặc khu kinh tế, chuyên vận hành ngành công nghiệp casino quy mô lớn. Tập đoàn lũng đoạn Takasato kiểm soát đặc khu này.
Nhân vật chính của cốt truyện là Towa, một cư dân quận Shinkoumi với lối sống buông thả, bất cần đời, không quan tâm tới tương lai. Thứ duy nhất anh để tâm tới là việc vẽ tranh — "vẽ những ham muốn của con người”. Bằng cách để những ham muốn đó tràn vào cơ thể mình, anh có thể truyền tải cảm giác đó qua đầu bút. Đối với anh, việc anh hay người còn lại bị thương nặng để đổi lấy sự thỏa mãn là không quan trọng, bởi vì chính bản thân những hành động đó đã là thứ khiến người kia "hạnh phúc"... 

## Nhân vật chính
- Towa (トワ, Towa)

Nhân vật chính, sống lãnh cảm và không quan tâm mấy tới tương lai, chỉ phản ứng với những gì thấy hứng thú. Cậu sống trong một studio trên tầng ba phòng khám tư thục Murase, nơi cậu làm nghề lễ tân. Sở thích duy nhất của cậu là vẽ tranh, cậu hoạt động dưới bút danh "euphoria".
- Murase Takuma (村瀬 巧真, Thôn Lai Xảo Chân)

Sở hữu và vận hành phòng khám tư thục nơi Towa làm việc và sinh sống. Ông biết Towa từ khi cậu còn nhỏ và tiếp tục chăm sóc cậu khi lớn. Bệnh nhân đánh giá ông là một người dễ chịu và hoà nhã. 
- Izumi Rei (和泉 礼, Hoà Tuyền Lễ)

Nhân viên quán bar Roost, làm việc bán thời gian ở phòng khám Murase khi rảnh. Là người tạo không khí vui vẻ và quan tâm đến sức khoẻ người khác. Bạn của cả Towa và Takuma. 
- Madarame Kei (斑目 圭, Ban Mục Khuê)

Một người đàn ông bí ẩn, có liên hệ với Tập đoàn Takasato. Mất tích bí ẩn vài năm trước, nay đột ngột xuất hiện lại trước mặt Towa. Ông từng có mối liên hệ với cậu trong quá khứ và dường như đang theo đuổi cậu. 
- Fujieda Ryo (藤枝 涼, Đằng Kỳ Lượng)

Luật sư đại diện cho Takasato. Ông tỏ ra lạnh lùng, cứng nhắc và đối xử với Towa bằng thái độ khinh thường.

## Âm nhạc
Bài hát mở đầu của trò chơi, "il", được viết và trình bày bởi nhóm nhạc hai người Anna Evans golden folks. 
Các nhạc sĩ khác tham gia sáng tác và trình bày cho tựa game bao gồm THE ANDS, GOATBED, ARKTA, và KiRi. 

## Phát triển
Biên kịch của NiTRO CHIRAL, Fuchii Kabura, đã trở lại công tác cho tựa game này cùng hoạ sĩ Uiro Yamada. Yamada cũng đã từng được ghi công là nhân sự trong các tựa game trước đó của Nitroplus.

## Chuyển thể

### Manga
Ngày 7 tháng 7, 2020, một one-shot manga tiền truyện được xuất bản trên các trang e-book tiếng Nhật, tựa đề "Slow Damage: The Day Before". Một bản chuyển thể của cốt truyện chính được xuất bản từ ngày 13 tháng 11 cùng năm đến 25 tháng 6, 2021. Cả hai truyện được xuất bản điện tử ở Nhật Bản bởi SHU-CREAM.

### Drama CD
Năm 2022, một series Drama CD tựa đề AfterStory được ra mắt. Series bao gồm bốn chương, mỗi chương đóng vai trò như phần tiếp nối đoạn kết của các mạch truyện. 

### Game mobile
Slow Damage: Clean Dishes là một trò chơi spin-off miễn phí ra mắt ngày 27 tháng 4, 2021. Nội dung của trò chơi phân nhánh từ cốt truyện chính, tập trung vào một nhóm vệ sinh mang tên Clean Dishes, chuyên dọn dẹp những phòng có người vừa qua đời, do tự sát hoặc các nguyên do khác. Trò chơi có những nhân vật mới cùng những nhân vật từ cốt truyện chính.

## Hình ảnh

White Day Artwork (2021)
Liner Notes Artwork